# Серендипність

Христофор Колумб відкрив Америку у той час, коли він шукав новий шлях в Індію.

Серенди́пність (англ. serendipity) — явище випадкового знаходження чогось вдалого, особливо коли людина шукає щось інше. Поняття походить з англійської мови і вперше вжито англійським письменником Горасом Волполом у приватному листі від 28 січня 1754. Згідно із заявою британської перекладацької компанії слово serendipity належить до десяти англійських слів, які найважче перекласти на інші мови. Українською це слово можна перекласти «інтуїтивна прозорливість», «випадкове відкриття» тощо.
Серендипність мала місце у багатьох наукових відкриттях: Александер Флемінг відкрив бактерицидну дію пеніциліну невдало намагаючись дезінфікувати культури бактерій; засіб проти імпотенції Віагра знайдено під час пошуків препарату для лікування гіпертензії та стенокардії; реліктове випромінювання відкрито коли дослідники намагалися позбавитися теплового шуму антени. Відкриття Христофором Колумбом нового континенту Америки у той час, коли він шукав новий шлях в Індію, також належить до цієї категорії.